# L'uomo dei cinque palloni
L'uomo dei cinque palloni (també coneguda com a Break-up) és una pel·lícula italiana de 1965 dirigida per Marco Ferreri.

## Argument
Mario Fuggetta és propietari d'una indústria especialitzada en la producció de xocolata. La seva rutina diària es veu interrompuda per un episodi concret: després d'agafar un globus, utilitzat per a una acrobàcia publicitària, l'home es pregunta fins a quin punt es pot inflar aquest objecte. A partir d'un dilema senzill i trivial, aquesta pregunta es converteix en una autèntica obsessió.

## Repartiment
- Marcello Mastroianni: Mario
- Catherine Spaak: Giovanna
- Ugo Tognazzi: automobilista
- William Berger: Benny
- Antonio Altoviti: Enginyer
- Gian Luigi Polidoro
- Gepy & Gepy: ell mateix

## Producció
La pel·lícula va ser plantejada inicialment com a llargmetratge per Carlo Ponti, que tanmateix, desconfiava del seu èxit de públic, així com del dany d'imatge que podria haver causat al protagonista Mastroianni (en aquells anys, de fet, s'afermava amb un tipus de pel·lícula completament diferent), va imposar la seva reformulació en un episodi durant el treball per ser inclòs a la comèdia col·lectiva Oggi, domani, dopodomani, compost per dos segments més, protagonitzats també pel mateix Mastroianni, dirigits respectivament per Eduardo De Filippo i Luciano Salce.
El director Ferreri, tossut més que mai en acabar la feina que havia començat, no es va deixar aterrir pel funcionament de la productora i per això es va esforçar molt per fer la seva versió del director, fins i tot rodant algunes noves seqüències integradores. Finalment, el 1969, va aconseguir difondre el resultat final, encara que amb una distribució limitada, sota el títol de Break-up.

## Banda sonora
Les cançons "Dove sei stata" i "Black White" van ser interpretades per Gep i Gep i la seva banda Piper Music

## Distribució
L'uomo dei cinque palloni va rebre una mala resposta del públic i, arran d'això, només es va distribuir en festivals de cinema.
La Cineteca di Bologna va restaurar la pel·lícula el 2016, presentant-la com a avançament al Festival Internacional de Cinema de Venècia. Posteriorment, es va proposar a la retrospectiva de Il Cinema Ritrovato.

## Recepció
En un article de La Stampa, el crític Leo Pestelli jutja la pel·lícula com una de les idees més brillants del duo Ferreri-Azcona.
Morando Morandini, en el seu diccionari homònim, considera l'obra com una «faula sarcàstica sobre la solitud i l'alienació en la societat moderna».

## Reconeixements
- 73a Mostra Internacional de Cinema de Venècia 2016
  - Millor pel·lícula restaurada